# Оксана Бурая
Оксана Бурая (лит. Oksana Buraja; нар. 1972, Вільнюс, Литва) — литовська режисерка.

## Життєпис
Оксана Бурая народилась у Вільнюсі 1972 року. Диплом бакалавра акторської майстерності здобула 1997 року. Того ж року розпочала післядипломне навчання у Литовській академії музики й театру. Диплом магістра кіно- й телережисури отримала 2003 року.

## Фільмографія
- Мати (2011)
- Сестри й близнюки (2004)
- Зізнання (2008)
- Лізо, ходи додому! (2012)